# Agrarpartei (Belarus)
Die Agrarpartei (belarussisch Аграрная партыя Ahrarnaja partyja) war eine linksgerichtete politische Partei in Belarus. Sie unterstützte den amtierenden diktatorisch regierenden Machthaber Aljaksandr Lukaschenka. Die Partei wurde ursprünglich unter dem Namen „Vereinigte Demokratische Agrarpartei von Belarus“ (Аб’яднанная аграрна-дэмакратычная партыя Беларусі) gegründet.
Im Jahr 1995 stellte der Parteivorsitzende Semjon Scharezkij das Amt des Vorsitzenden des Obersten Sowjets von Belarus. Mit dem Rücktritt ihres Gründers Scharezkij im Januar 1996 begann die Agrarpartei die Politik des autoritär regierenden Machthabers Aljaksandr Lukaschenka zu unterstützen.

## Wahlergebnisse
| Wahl                           | %      | Mandate |
| ------------------------------ | ------ | ------- |
| Parlamentswahl in Belarus 1995 | 16,7 % | 33      |
| Parlamentswahl in Belarus 2000 | 5,2 %  | 5       |
| Parlamentswahl in Belarus 2004 | 2,7 %  | 3       |
| Parlamentswahl in Belarus 2008 | 0,9 %  | 1       |
| Parlamentswahl in Belarus 2012 | 0,9 %  | 1       |
| Parlamentswahl in Belarus 2016 |        |         |
| Parlamentswahl in Belarus 2019 | 0,9 %  | 1       |